# Gregor Biebl
Gregor Biebl (* 7. Februar 1968 in München) ist ein deutscher Ministerialbeamter im bayerischen Staatsdienst. Er ist seit 2018 Ministerialdirektor in der Bayerischen Staatskanzlei.

## Leben

### Ausbildung
Biebl studierte Rechtswissenschaften und legte 1995 sein Zweites juristisches Staatsexamen ab. Er wurde 2002 mit einer Arbeit über „Bayerns Justizminister von Fäustle und die Reichsjustizgesetze“ an der Ludwig-Maximilians-Universität München zum Dr. jur. promoviert.

### Laufbahn
Gregor Biebl war zunächst von 1996 bis 2007 im Geschäftsbereich des Bayerischen Staatsministeriums der Justiz tätig. Im Jahr 2007 traf er auf Markus Söder als dieser Bayerischer Staatsminister für Bundes- und Europaangelegenheiten in der Staatskanzlei war. Er wechselte 2008 mit ihm in das Bayerische Staatsministerium für Umwelt und Gesundheit und wurde hier der Büroleiter Söders im Amt eines Ministerialrates. Im Jahr 2011 folgte er Söder in das Bayerische Staatsministerium der Finanzen und für Heimat und wurde Chef des Leitungsstabes im Amt eines Ministerialdirigenten.
2018 wechselte er als Chef des Leitungsstabes im Amt eines Ministerialdirektors zu Markus Söder in die Bayerische Staatskanzlei. Er gilt als enger Vertrauter von Markus Söder.
Seit 2013 gehört er dem Aufsichtsrat von Wacker Chemie an. 2025 wurde ihm der Bayerische Verdienstorden verliehen.